# Alexandra Ndolo
Alexandra Ndolo (Bayreuth, 13 de agosto de 1986) es una deportista alemana que compite en esgrima, especialista en la modalidad de espada.
Ganó una medalla de plata en el Campeonato Mundial de Esgrima de 2022 y dos medallas en el Campeonato Europeo de Esgrima, plata en 2017 y bronce en 2019.

## Palmarés internacional
| Campeonato Mundial | Campeonato Mundial    | Campeonato Mundial | Campeonato Mundial |
| Año                | Lugar                 | Medalla            | Prueba             |
| ------------------ | --------------------- | ------------------ | ------------------ |
| 2022               | El Cairo (Egipto)     | Medalla de plata   | Espada individual  |
| Campeonato Europeo |                       |                    |                    |
| Año                | Lugar                 | Medalla            | Prueba             |
| 2017               | Tiflis (Georgia)      | Medalla de plata   | Espada individual  |
| 2019               | Düsseldorf (Alemania) | Medalla de bronce  | Espada individual  |